# Distretto di Hexi
Il distretto di Hexi (cinese semplificato: 河西区; cinese tradizionale: 河西區; mandarino pinyin: Héxī Qū) è un distretto di Tientsin. Ha una superficie di 41,24 km² e una popolazione di 870.000 abitanti al 2010.